# Badia di Sant'Andrea al Pozzo
La badia di Sant'Andrea al Pozzo si trova a Senaia, frazione di Castiglion Fiorentino ed ha origini molto antiche. 

## Storia
Citata già nell'anno 1114, la badia passò all'ordine dei camaldolesi prima del 1147; a quell'epoca era posizionata presso il porto della Chiana, cioè dell'antico fiume Clanis che attraversava l'odierna Valdichiana. In quegli anni tutta la valle cominciò ad impaludarsi, pertanto la chiesa si trovò nei pressi di uno dei laghetti formatisi in seguito alla metamorfosi della valle. Probabilmente fu dedicata a sant'Andrea apostolo proprio perché questi è il patrono dei pescatori e, in quel periodo, tanti castiglionesi si recavano nei laghetti circonvicini per pescare gli animali che vivevano nelle loro acque ferme e limacciose. La relazione della visita apostolica del 1583 si esprime in termini molto positivi sulla condizione della badia, che fu descritta avere molte cose buone ed un reddito assai ricco ed ampio.
Nel 1810 la chiesa subì la soppressione napoleonica e fu data al conte don Simone Vincenzo Velluti Zati, il quale promise però che  non l'avrebbe chiusa al culto, permettendo la celebrazione delle Messe due volte l'anno, per i giorni di sant'Andrea e san Romualdo, fondatore dell'Ordine camaldolese. Riaperta al culto, per volere di papa Pio VIII, fu collocata in chiesa la Via Crucis nel 1829.

## Descrizione
Semidistrutto da un uragano nel 1876, l'edificio sacro venne ristrutturato subendo però l'abbassamento del tetto e il dimezzamento delle dimensioni.
La chiesa è una piccola aula ad unica navata; una porta a tendaggio la separa dall'antistante sagrestia a corridoio. In fondo l'unico altare con una scritta che ricorda i lavori conclusisi nel 1877; ai lati due quadri raffiguranti San Giuseppe e San Francesco che riceve le stimmate.